# Й́
Cette page contient des caractères spéciaux ou non latins. S’ils s’affichent mal (▯, ?, etc.), consultez la page d’aide Unicode.
Й́ (minuscule : й́), appelé ou brève accent aigu, est une lettre additionnelle de l’alphabet cyrillique utilisée en doungane par certains auteurs ou dans la transcription du chinois. Elle est composée du і ‹ И › diacrité d’un brève et d’un accent aigu.

## Utilisations
En doungane, certains auteurs utilisent les accents sur les voyelles pour indiquer les tons, dont l’i brève accent aigu cyrillique ‹ й́ ›,.

## Représentation informatique
L’i brève accent aigu peut être représenté avec les caractères Unicode suivants (cyrillique, diacritiques) :
- composé (NFC)

| formes    | représentations | chaînes de caractères | points de code | descriptions                                                |
| --------- | --------------- | --------------------- | -------------- | ----------------------------------------------------------- |
| capitale  | Й́               | Й◌́                    | U+0419 U+0301  | lettre majuscule cyrillique i brève diacritique accent aigu |
| minuscule | й́               | й◌́                    | U+0439 U+0301  | lettre minuscule cyrillique i brève diacritique accent aigu |

- décomposé (NFD)

| formes    | représentations | chaînes de caractères | points de code       | descriptions                                                            |
| --------- | --------------- | --------------------- | -------------------- | ----------------------------------------------------------------------- |
| capitale  | Й́               | И◌̆◌́                   | U+0418 U+0306 U+0301 | lettre majuscule cyrillique i diacritique brève diacritique accent aigu |
| minuscule | й́               | и◌̆◌́                   | U+0438 U+0306 U+0301 | lettre minuscule cyrillique i diacritique brève diacritique accent aigu |